# Marisha Ray

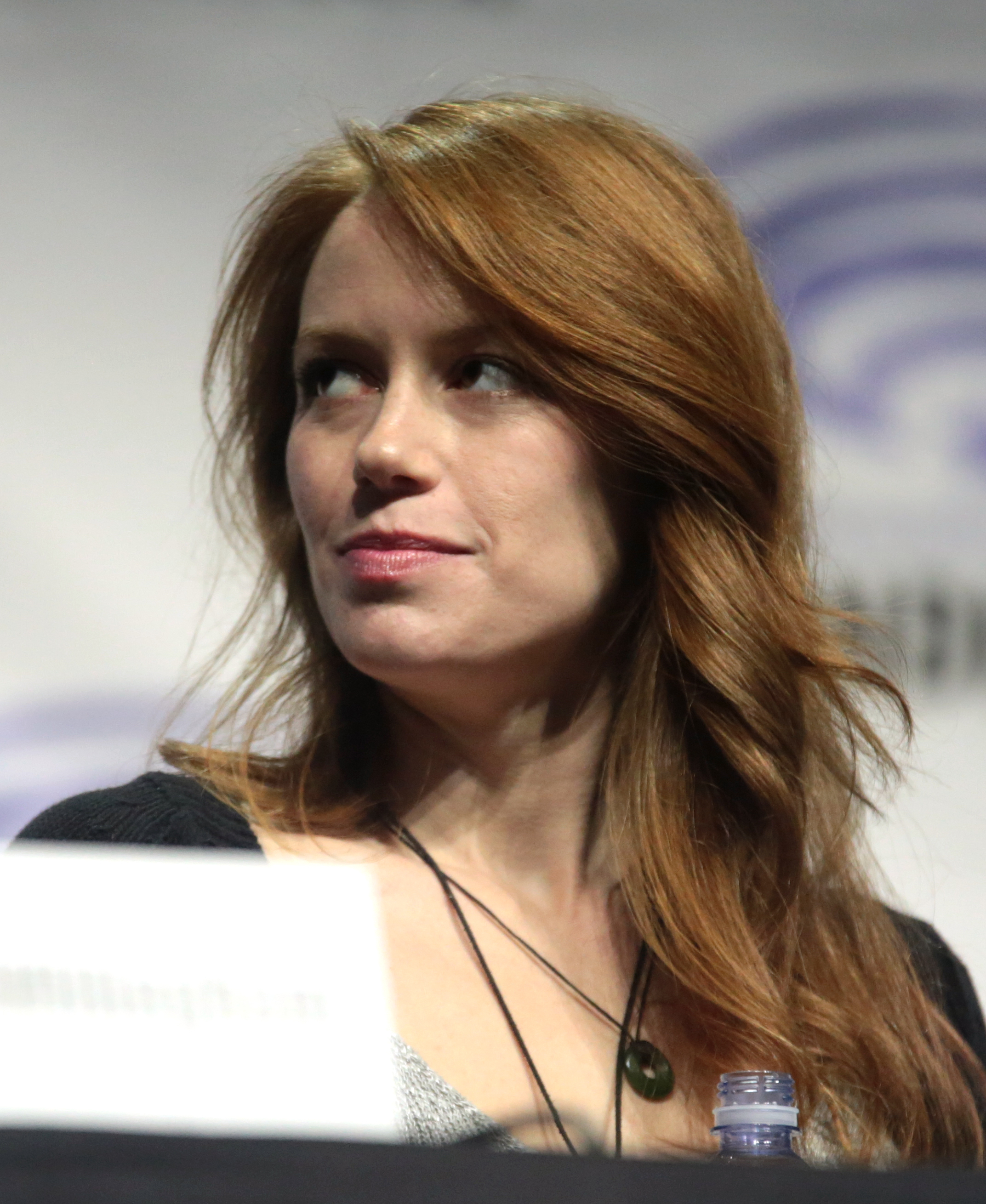
Marisha Ray (2017)

Marisha Ray (geb. 10. Mai 1989 in Mount Washington, Kentucky) ist eine amerikanische Synchronsprecherin, Moderatorin, Produzentin und Creative Director. Sie ist vor allem bekannt durch ihre Mitwirkung in der Dungeons-&-Dragons-Webserie Critical Role. In Computerspielen lieh sie bspw. Margaret in Persona 4 Arena Ultimax und Persona Q, Laura S. Arseid in der Reihe The Legend of Heroes: Trails of Cold Steel und Miranda in Metal Gear: Survive ihre Stimme.

## Werdegang
Marisha Ray Huber wurde in Mount Washington (Kentucky) als Tochter einer Hundefriseurin und eines Verkäufers von LKW-Reifen geboren. Sie stammt aus einer Großfamilie von Landwirten aus Louisville (Kentucky) und half ihrem Großvater seit dem sechsten Lebensjahr bei der Arbeit auf seiner Tabakfarm. Im Alter von zwölf Jahren begann sie mit der Schauspielerei am Actors Theater of Louisville. 2008, im Alter von 19 Jahren, zog sie nach Los Angeles, um eine Karriere in der Unterhaltungsbranche zu verfolgen. Ihre Eltern unterstützten diese Entscheidung und fuhren sie dorthin. Sie kam während eines Streiks der Writers Guild an, und da sie Schwierigkeiten hatte, ein Vorsprechen zu finden, begann sie, für die Präsidentschaftswahlen 2008 zu werben, um sich finanziell zu unterstützen. Als die Wahlen zu Ende gingen, begann sie, auf dem Hollywood Boulevard als Stepptänzerin aufzutreten, bevor sie schließlich drei Jahre lang als Tinkerbell verkleidet als Straßenmusikerin auftrat.

## Karriere
Ray produzierte 2012 eine Batgirl-Fanserie namens Batgirl: Spoiled, in der sie die Titelfigur spielte. 2015 begann sie, in der Webserie Critical Role mitzuspielen, in der sie gemeinsam mit anderen Synchronsprechern Dungeons & Dragons in der fünften Regelwerksedition spielt. Ihr Charakter in der ersten Kampagne war Keyleth, ein halbelfischer Druide. Um sich in ihren Charakter hineinzuversetzen, stellte sie eine Playlist zusammen, die Keyleths Reise darstellt. Ihr Charakter in der zweiten Kampagne war Beauregard, ein menschlicher Mönch. Ihr aktueller Charakter in der dritten Kampagne ist Laudna, ein Hexenmeister/Zauberer. Sie war an vielen anderen Produktionen von Geek & Sundry beteiligt, unter anderem als Co-Moderatorin von Key Questions, als Schauspielerin in Sagas of Sundry, und als Produzentin von Signal Boost! Am 28. Juli 2017 gab sie ihre Ernennung zur Kreativdirektorin von Geek & Sundry bekannt, trat jedoch im Juni 2018 von dieser Position zurück.
Critical Role gewann bei den Webby Awards 2019 sowohl den Webby Award als auch den People’s Voice Award in der Kategorie „Games (Video Series & Channels)“; die Show war außerdem Finalist und Audience Honor Winner bei den Shorty Awards 2019. Nach ihrem großen Erfolg verließ die Besetzung von Critical Role Anfang 2019 das Netzwerk Geek & Sundry und gründete ihre eigene Produktionsfirma, Critical Role Productions. Ray wurde Creative Director des Unternehmens. Kurz darauf wollten sie auf Kickstarter 750.000 US-Dollar für eine Zeichentrickserie ihrer ersten Kampagne sammeln, letztendlich kamen über elf Millionen Dollar zusammen. Im November 2019 gab Amazon Prime Video bekannt, die Streaming-Rechte an dieser Zeichentrickserie erworben zu haben, die nun den Titel The Legend of Vox Machina trägt. Ray übernahm erneut die Rolle der Keyleth.